# Било (музика)

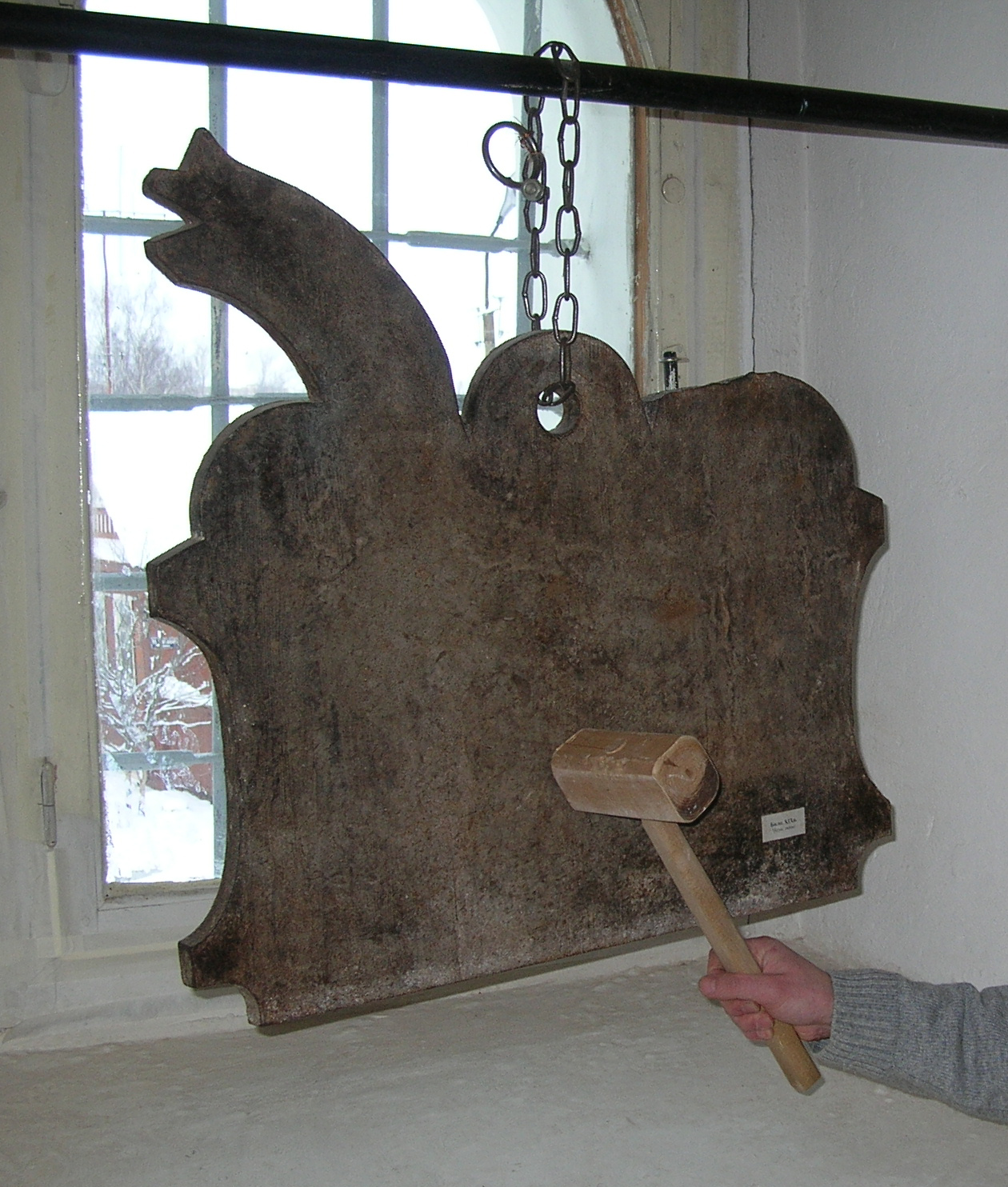
Дерев'яне било

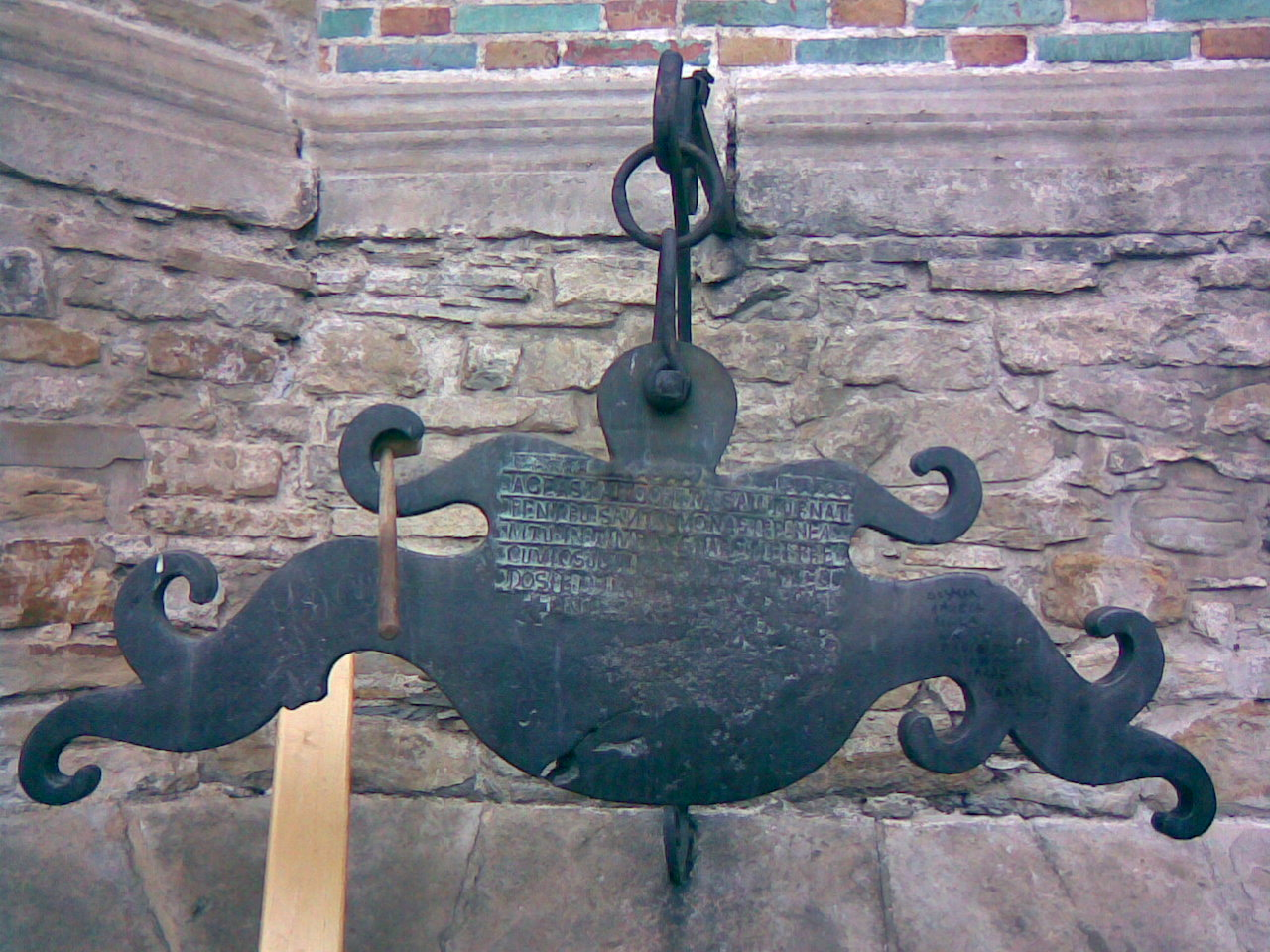
Металеве било

Би́ло — музичний ударний інструмент, металева або дерев'яна пластина, підвішена на кріпленнях, звук з якої видобувають ударами палиці або молотка (які також можуть називати «билом»). Металеві била ще називають клепа́лами (від клепати — «бити по металу»), втім, ці поняття іноді змішують.
Било може існувати в різних варіантах: довга дерев'яна дошка, по якій вдаряють киянкою, підвішена на ланцюгах колода, по якій завдають ударів двома киянками, металева пластина, по який б'ють металевим або дерев'яним молотком. «Билами» також називають ударні сигнальні пристрої, зроблені з різноманітних металевих деталей, залізничних рейок, що використовують як сполохові дзвони.

## Історія
Дошки для подавання сигналів з'являються у богослужбовій практиці у VI ст. — у Палестині і Єгипті, де їх починають використовувати замість труб для скликання людей на службу або молитву. Звідти вони проникають в інші області Візантії. Тривалий час лише била використовувалися для скликання вірян, бо перші дзвони з'явилися у Візантійській імперії тільки в 865 р. — як подарунок венеційців імператору Михаїлу ІІІ. Вони могли бути зроблені як з дерева, так і з заліза або міді (таке било називали ἁγιοσίδηρα, «агіосидира»).
Била існували різних розмірів. Спочатку починали бити в маленькі дерев'яні, потім у дерев'яні більшого розміру, і нарешті, у металеві. Антіохійський патріарх Феодор Вальсамон порівнює звучання малих і великих бил з проповіддю відповідно Старого і Нового Заповітів, а звук металевих — з трубами Страшного суду. Він також відмічав, що братію у монастирі скликають на службу трьома билами, у той час як у парафіяльних церквах вживається одне велике било. Окрім того, він наголошує про кращість била в православ'ї як символ відмінності від католицизму (де практика його використання збереглася лише у небагатьох місцях, наприклад, у басків, які пов'язують своє било-чалапарту з дорозкольним богослужінням). Новгородський архієпископ Антоній, що двічі бував у Константинополі на початку XIII століття, писав у своєму «Паломнику»: колокола не держатъ во святой Софеи; но билцо мало в руцѣ держа, клеплютъ на заутрени. Вживання дзвонів у Візантії не набрало оборотів аж до Четвертого хрестового походу, і на момент падіння Константинополя в 1453 р. число дзвонів і бил перебувало в співвідношенні 1:5. Іншою причиною поширеності била в південно-східній Європі і на Близькому Сході є те, що биття у дзвони було заборонене за часів Османської імперії, надалі використання замість дзвонів бил узвичаїлося. Втім, у Болгарії по досягненні незалежності била вийшли з ужитку.
На Русі била були теж поширені: в літописі про кончину Феодосія Печерського зазначено, що удариша в била, собрашася вси. Хоча про дзвони відомі в руських землях з XI століття, внаслідок своєї нечисленності і малих розмірів вони довго не могли становити конкуренцію билам.

## Поширення

Російський чернець грає на билах

Била широко використовуються замість дзвонів у багатьох православних країнах: Греції, де відоме як «симантрон» або «симантеріон» (грец. σήμαντρον, σημαντήριον) чи «ксилон» (ξύλον), Румунії (рум. toacă), Болгарії, Сербії, Македонії, Україні, Росії.
Переносне дерев'яне било роблять з довгого, добре виструганого шматка дерева, зазвичай з серцевини клена або бука. Воно має 3-4 м у довжину, до 50 см у ширину і близько 25 см у товщину.
В Україні та Росії била використовують рідше, тільки у випадках, коли парафія або монастир не може собі дозволити придбати дзвін для храму. Поширені била і в російських старообрядців у глухих районах.
Велику пошану має било в Сирійській церкві, бо там вважається, що його винайшов сам Ной. Згідно з легендою, Бог сказав йому: «Зроби собі дзвін з самшиту, що не піддається гниттю, три лікті довжиною і півтора шириною, а також молоток з того ж дерева. Бий у це знаряддя три окремих рази щодня: один раз вранці, що покликати робітників до ковчега, один раз у полудень оголосити їм про обід, і один раз увечері, щоб відправити їх на відпочинок». Сирійці використовують била перед початком літургії, а також для скликання вірян на громадську молитву.
В українських козаків замість бил часто використовувалися підвішені на стовпах казани. Один з таких казанів-бил («Склик») закарбований у пам'ятнику в Холодному Яру.

## Галерея

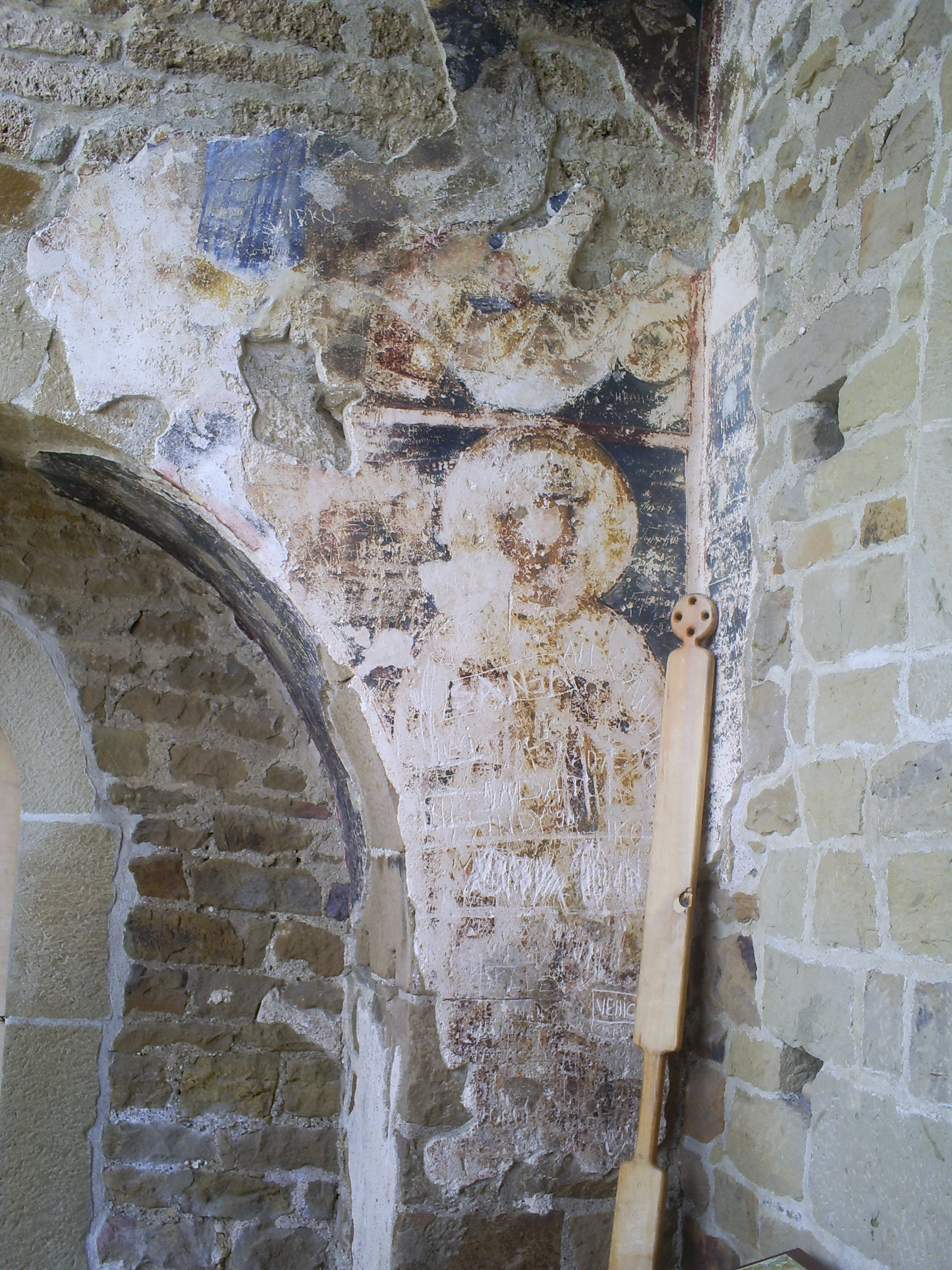
Переносне дерев'яне било в кафоліконі монастиря Джурджеві-Ступові, Сербія
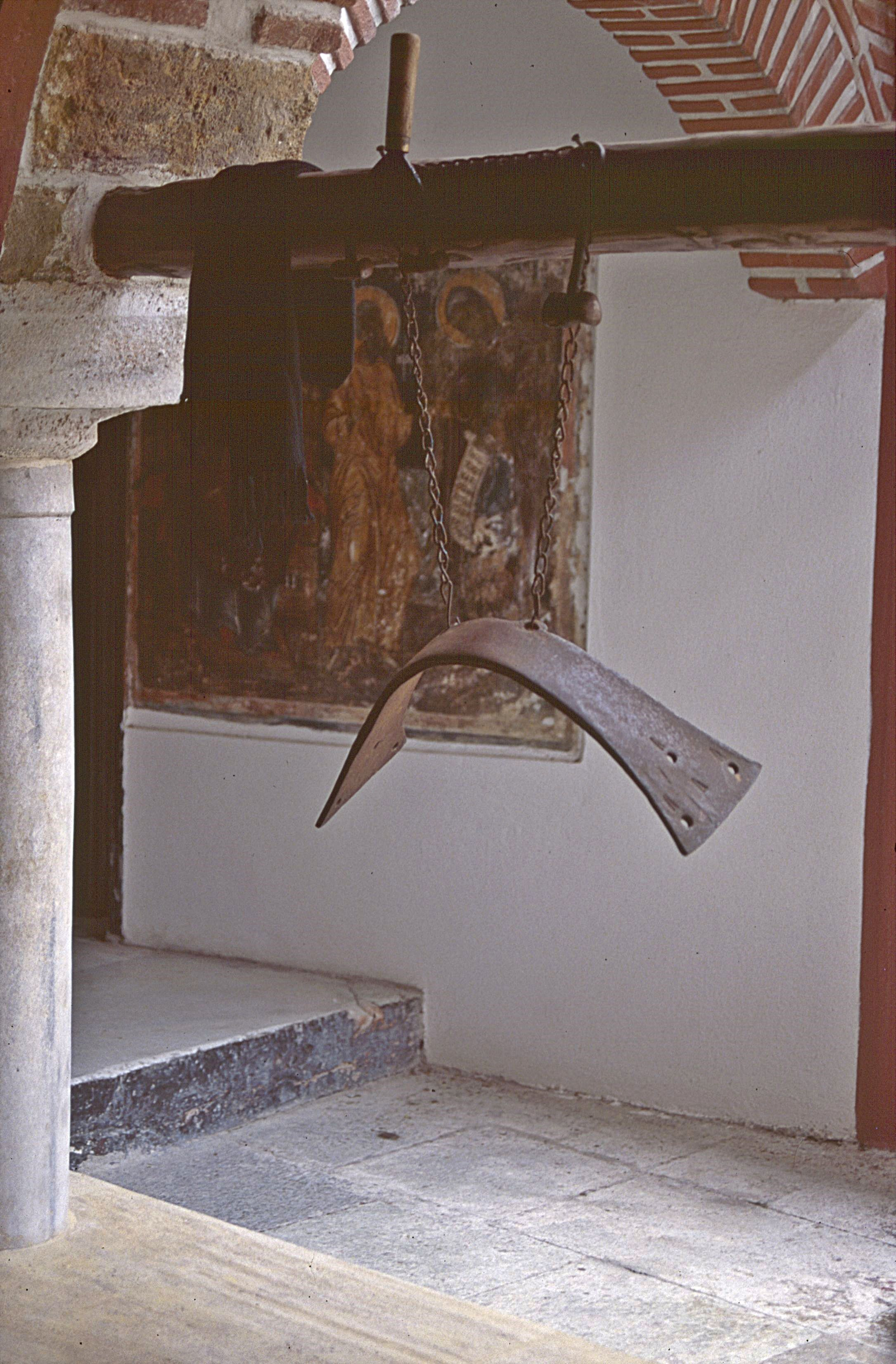
Било на Афоні
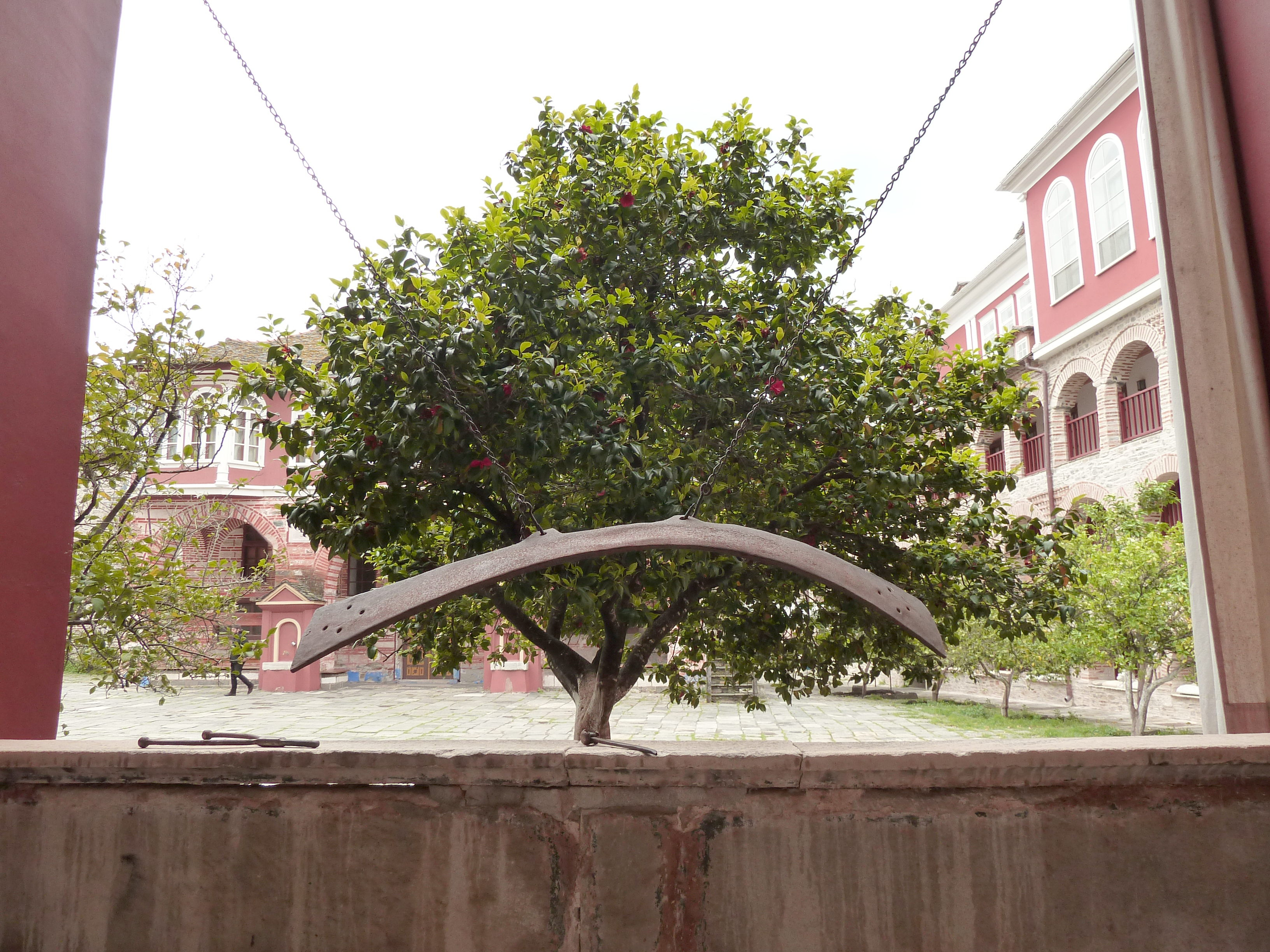
Било на Афоні
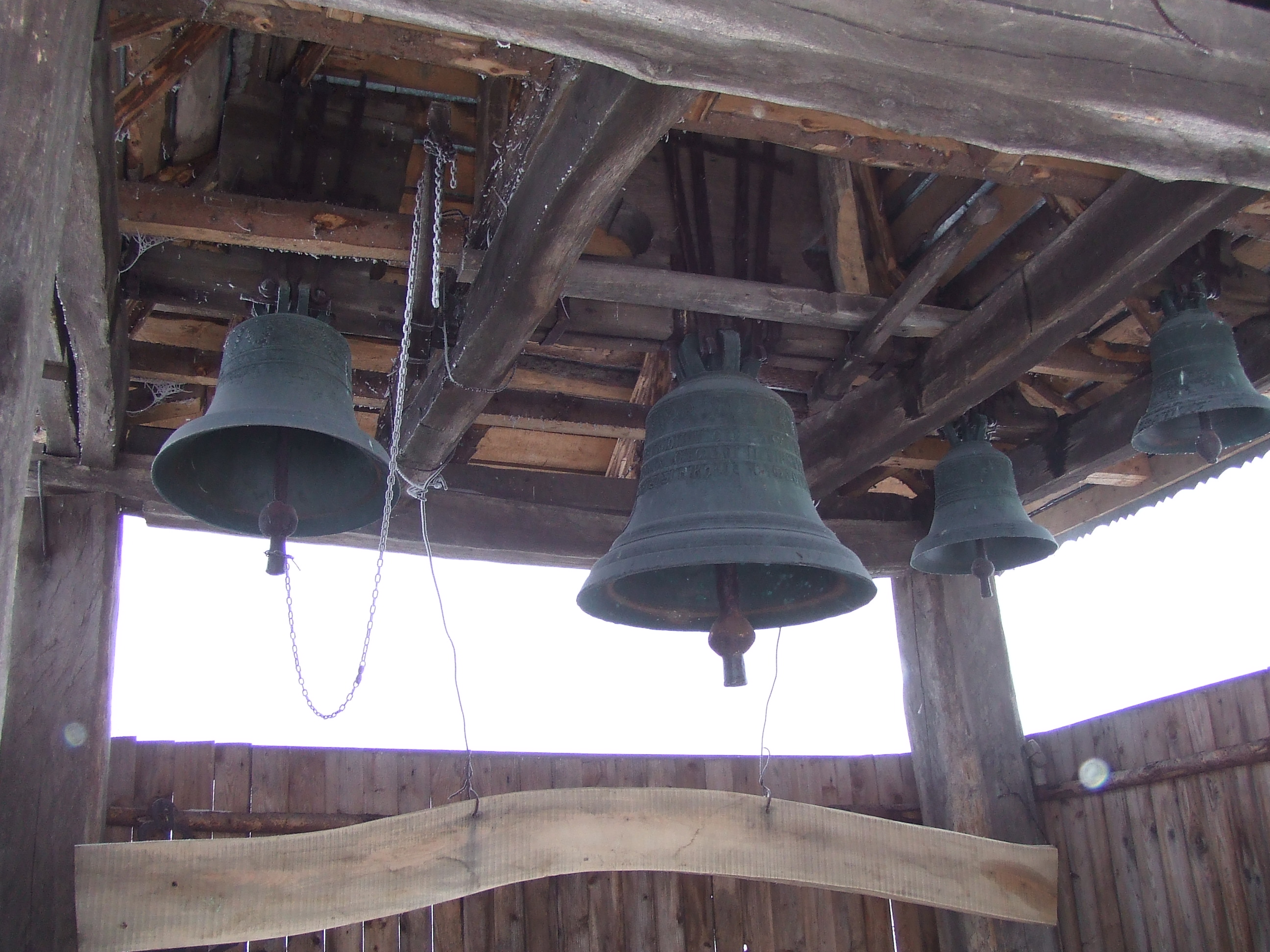
Дерев'яне било, підвішене разом зі дзвонами. Румунія
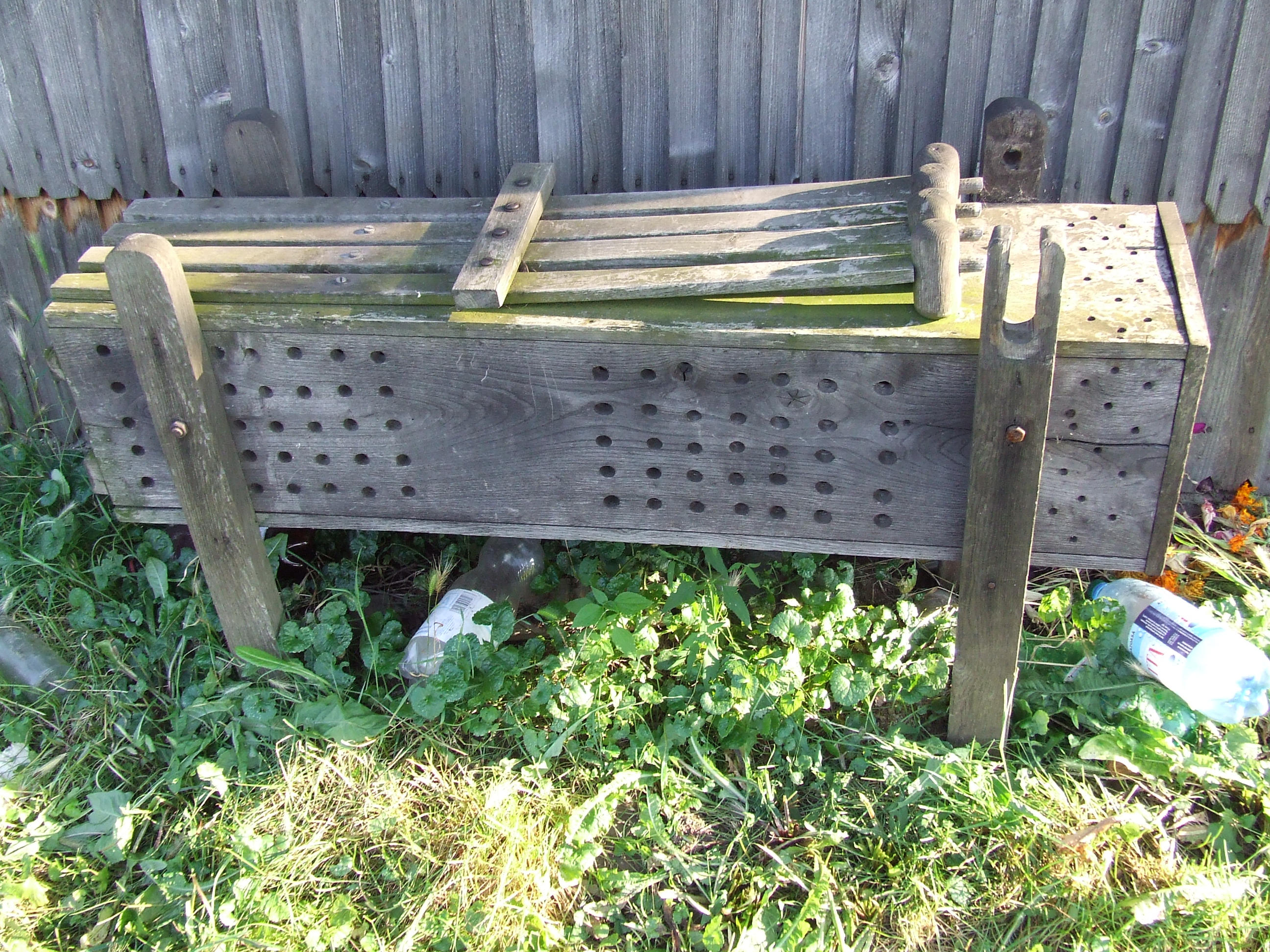
Румунське коробчасте било
Т. Г. Шевченко, «Било». 1845 р.
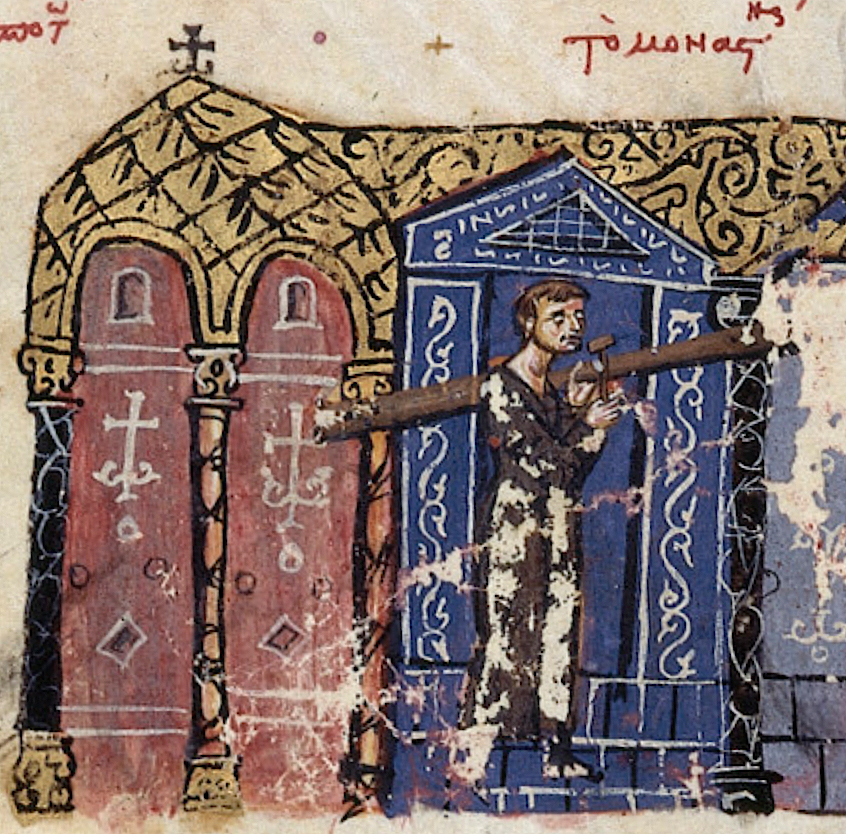
12-13 століття н. е., Сицилія. Чоловік грає на семантроні, фрагменті більшого твору мистецтва з Мадридських скіліц.